# Naphtali Frankfurter
Naphtali Frankfurter (* 13. Februar 1810 in Oberdorf am Ipf; † 13. April 1866 in Hamburg; auch Naftali Frankfurter) war ein deutscher jüdischer Theologe.

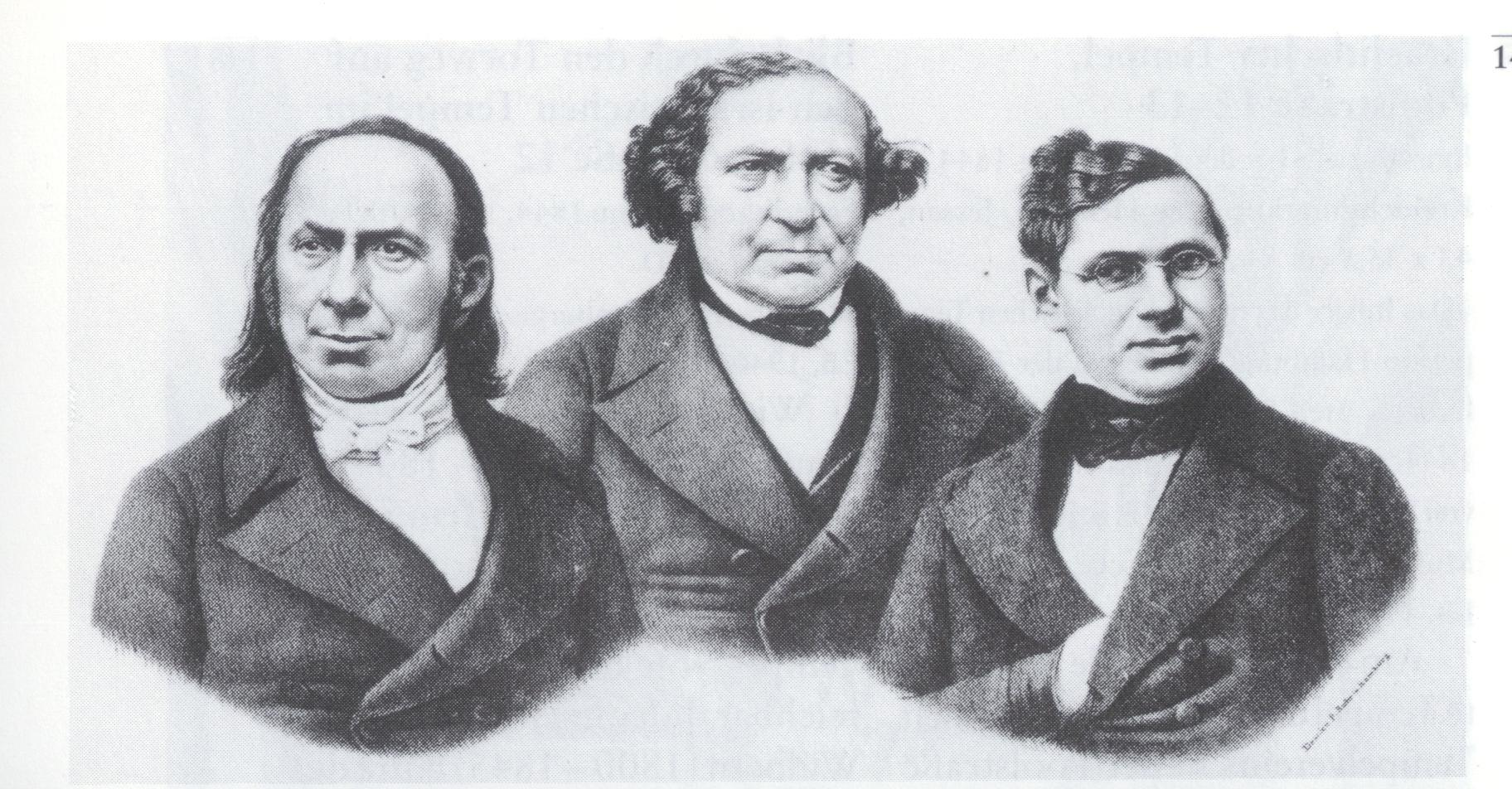
Naphthali Frankfurter (rechts), mit den Hamburger Predigern Eduard Kley (links) und Gotthold Salomon, Kreidelithographie

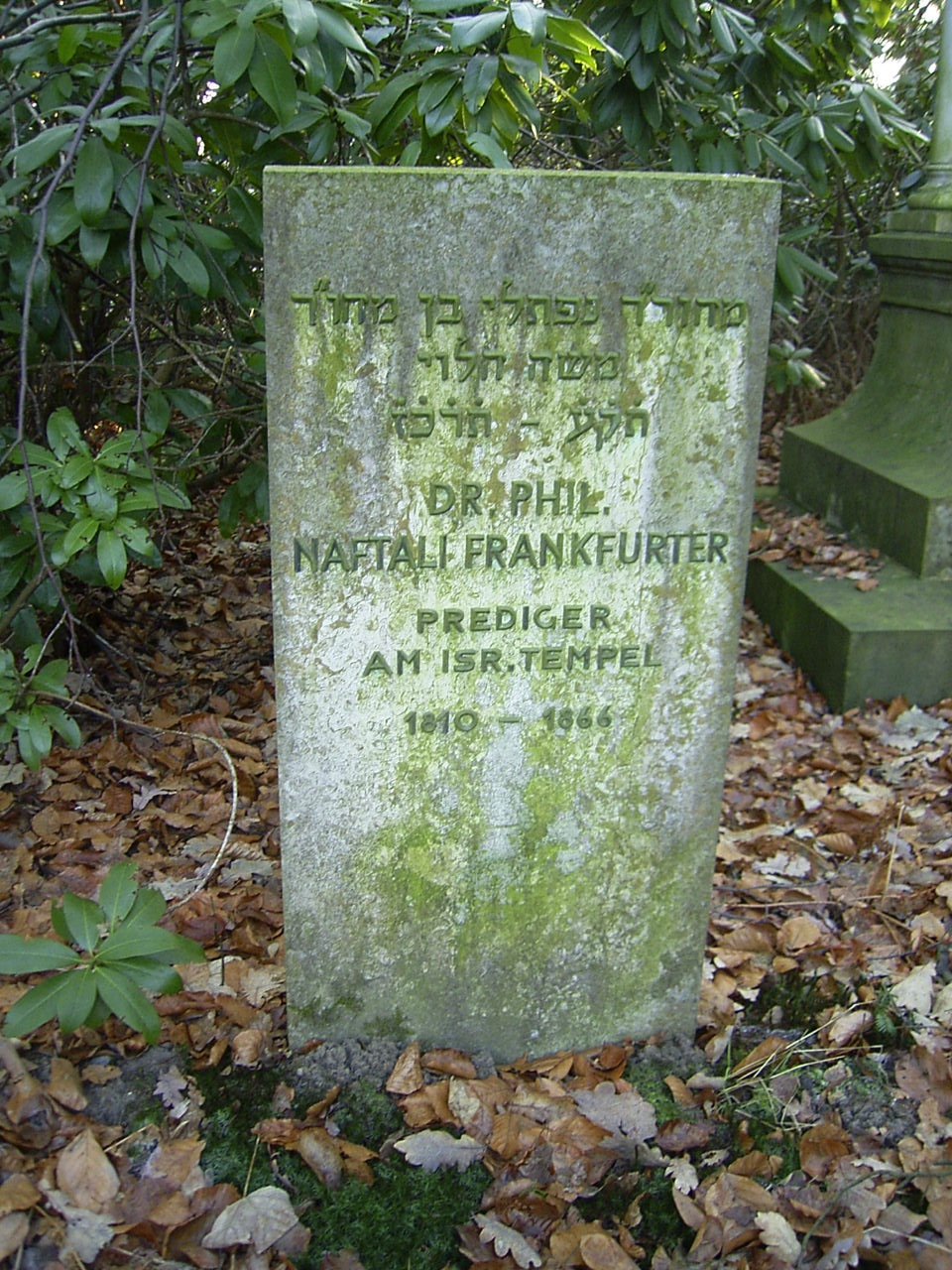
Grabstein Naphtali Frankfurters auf dem Jüdischen Friedhof Ohlsdorf

## Leben
Frankfurter war Sohn eines Rabbiners und studierte ab 1830 Philosophie und Theologie an der Universität Heidelberg und an der Universität Tübingen, wo er 1833 promoviert wurde. Er war einige Jahre Hauslehrer und Rabbinatsvorstand in Lehrensteinsfeld, bevor er 1836 als Rabbiner nach Braunsbach ging. Dort gab er zusammen mit Berthold Auerbach die Lieferungen 4 und 5 der „Gallerie der ausgezeichnetsten Israeliten aller Jahrhunderte“ (1836–1838) heraus. Ab 1840 predigte er in der Hamburger Tempelgemeinde, nahm 1844 an der Braunschweiger Rabbinerversammlung teil und wurde 1848 in die Hamburger Konstituante gewählt.
Sich insbesondere mit dem Unterrichts- und Erziehungswesen befassend, schrieb er unter anderem das Werk „Stillstand und Fortschritt. Zur Würdigung der Partheien im heutigen Judenthum“ (1841). Einige seiner Predigten wurden veröffentlicht.

## Werke
- Stillstand und Fortschritt – zur Würdigung der Partheien im heutigen Judenthum – mit besonderer Rücksicht auf das Gebetbuch nach dem Gebrauche des neuen israelitischen Tempels. B. S. Berendsohn, Hamburg 1841, 990025793240205171 (The National Library of Israel).
- Berthold Auerbach, Naphtali Frankfurter (Hrsg.): Gallerie der ausgezeichnetsten Israeliten aller Jahrhunderte, ihre Portraits und Biographien [4]. Brodhag, Stuttgart 1836, OCLC 632401456.
- Berthold Auerbach, Naphtali Frankfurter (Hrsg.): Gallerie der ausgezeichnetsten Israeliten aller Jahrhunderte, ihre Portraits und Biographien [5]. Brodhag, Stuttgart 1838, OCLC 632401462.